# 28759 Joshwentzel
28759 Joshwentzel este un asteroid din centura principală de asteroizi.

## Descriere
28759 Joshwentzel este un asteroid din centura principală de asteroizi. A fost descoperit pe 27 aprilie 2000 la Socorro, New Mexico, în cadrul proiectului LINEAR. Asteroidul prezintă o orbită caracterizată de o semiaxă mare de 2,53 ua, o excentricitate de 0,06 și o înclinație de 3,6° în raport cu ecliptica.